# Lanna
O Reino de Lanna (em tailandês setentrional:ᩋᩣᨱᩣᨧᩢᨠᩕᩃ᩶ᩣ᩠ᨶᨶᩣ, literalmente: "Reino de Milhões de Campos de Arroz"; em tailandês:  อาณาจักรล้านนา; birmanês:  ဇင်းမယ် ပြည်) foi um reino centralizado no atual norte da Tailândia do século XIII ao século XVIII. O desenvolvimento cultural dos habitantes de Lanna, os Thai Yuan, começou muito antes, com os sucessivos reinos Thai Yuan que precederam Lanna. Como uma continuação do reino de Ngoenyang, Lanna surgiu forte no século XV o suficiente para rivalizar com o reino de Aiutaia, com quem guerras foram travadas. No entanto, Lanna ficou enfraquecido e, em seguida, tornou-se um Estado tributário birmanês em 1558. Lanna foi governada por sucessivos reis vassalos, embora gozasse de alguma autonomia. O governo birmanês gradualmente se retirou, mas depois voltou como a influência expansionista birmanesa da nova dinastia Konbaung. Taksin de Thonburi finalmente tomou Lanna em 1775 e o desmembrou em um número de reinos tributários.

## História

### Criação
Mangrai, o 25º rei de Ngoen Yang (atual Chiang Saen) da dinastia Lavachakkaraj, centralizou as cidades-Estados de Ngoen Yang em um reino unificado e aliados do vizinho Reino de Payao. Em 1262, Mangrai transferiu a capital de Ngoenyang para a recém-fundada Chiang Rai. Mangrai expandiu seu reino em direção ao sul e subjugou os mons do reino de Hariphunchai centrado na atual Lamphun em 1281. Mangrai jurou lealdade aos dois outros reis - Ngam Mueng de Payao e Ram Khamhaeng de Sucotai em 1276 e 1277, respectivamente. Mangrai transferiu a capital várias vezes. Abandonando Lamphun devido às grandes cheias, andou pelo reino até construir Wiang Kum Kam em 1286/7, permanecendo lá até 1292 transferindo-se após para o que se tornaria Chiang Mai. Fundou (na realidade, deu início à construção) Chiang Mai em 1296 expandindo-a até se tornar a capital de Lanna. Territórios que constituíam o reino de Lanna no período de Mangrai eram: as atuais províncias do norte da Tailândia (com exceção de Phrae - que pertencia a Sucotai - e Phayao e Nan - pertencentes ao reino de Payao), Kengtung, Mong Nai, e Chiang Hung (atual Jinghong em Yunnan). Reduziu também a vassalagem e recebeu tributos de áreas no atual norte do Vietnã, principalmente nos vales dos rios Negro e Vermelho, e da maioria do norte do Laos, além da SipSongPanNa ("doze mil campos") região de Yunnan.

### Desunião e prosperidade

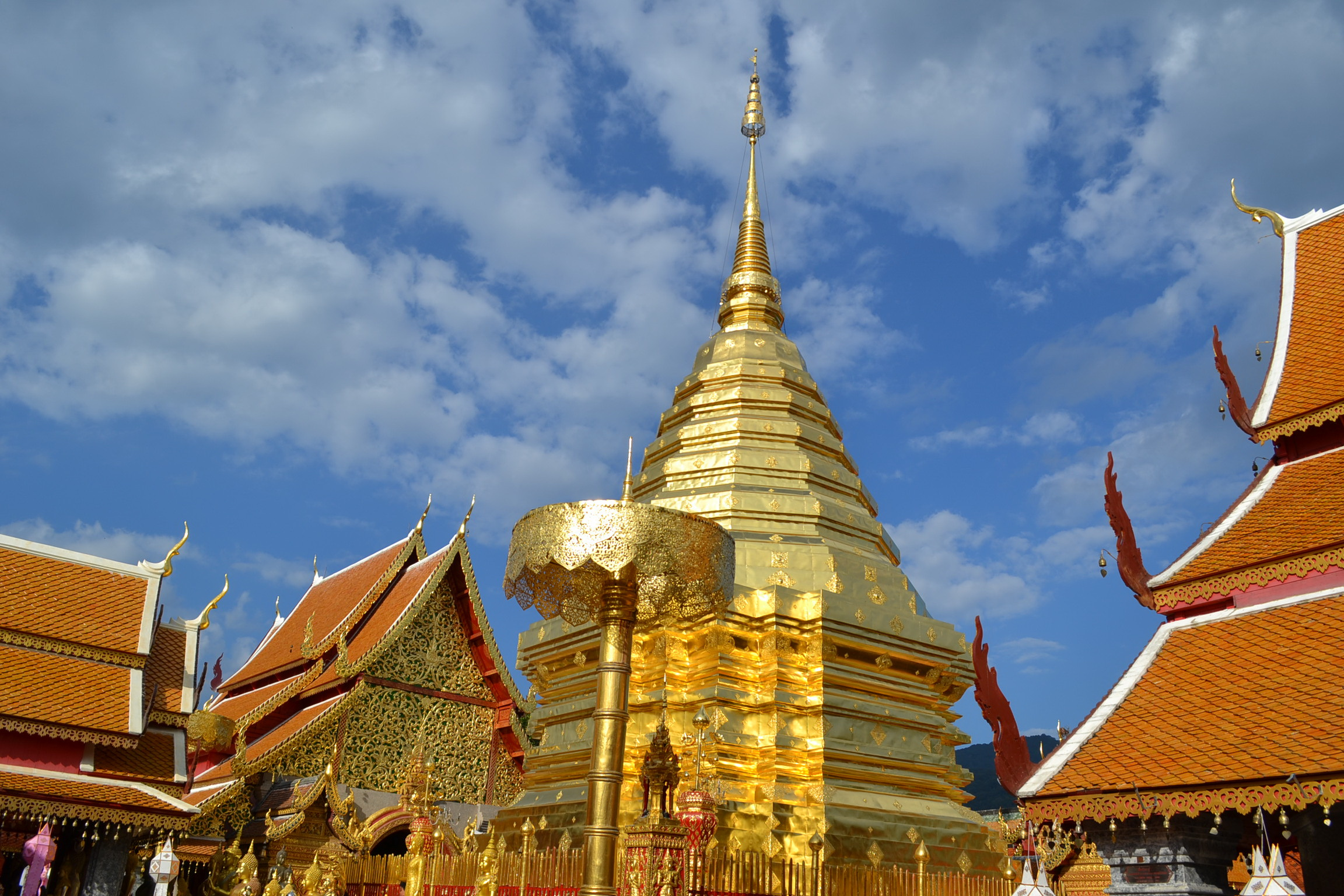
Chedi Central em Wat Phrathat Doi Suthep, Chiang Mai.

Em 1317, Mangrai morreu e foi sucedido por seu filho Paya Chaisongkram. Após quatro meses de ascensão ao trono, Chaisongkram transferiu a capital para Chiangrai e nomeou seu filho Thau Saen Phu como o Uparaja (vice-rei) de Chiang Mai. O irmão de Chaisongkram, Khun Kruea, o Rei de Mong Nai, invadiu Chiang Mai. Frente a invasão de seu próprio tio, Saen Phu fugiu da cidade. Thau Nam Tuam, outro filho de Chaisongkram, interveio e expulsou Khun Kruea. Chaisongkram então nomeou Nam Tuam, o Uparaja substituindo Saen Phu em 1322. Porém, havia rumores de que Nam Tuam estava planejando uma rebelião, e devido a isso, Chaisongkram voltou a nomear Saen Phu, em 1324.
Paya Kam Fu, filho de Saen Phu, transferiu a capital para Chiang Saen em 1334, apenas para depois novamente retornar para Chiang Mai por vontade de seu filho Pa Yu. A religião Teravada prosperou em Lanna durante o reinado do religioso Kue Na que fundou o dhatu de Doi Suthep em 1386. Kue Na promoveu a seita Lankawongse e convidou monges de Sucotai para substituir os existentes mons teravada que Lanna herdou de Hariphunchai.
Lanna, desfrutou da paz sob o reinado de Saenmuengma. O único evento perturbador foi a fracassada rebelião por seu tio, o príncipe Maha Prommatat. Maha Prommatat solicitou ajuda do reino de Aiutaia. Borommarachathirat I de Aiutaia enviou suas tropas para invadir Lanna, mas foi repelido. Este foi o primeiro conflito armado entre os dois reinos. Lanna enfrentado invasões da recém-criada Dinastia Ming, no reinado de Sam Fang Kaen.

### Expansões no reinado de Tilokaraj

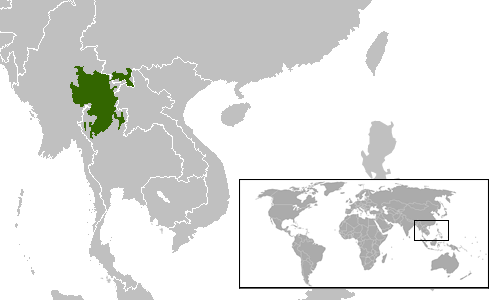
Mapa de Lanna no reinado de Tilokaraj.

O reino de Lanna foi mais forte no governo de Tilokaraj (1441-1487). Tilokaraj tomou o trono de seu pai, Sam Fang Kaen em 1441. O irmão de Tilokaraj, Thau Choi, se rebelou para reivindicar o trono para seu pai e buscou apoio junto ao Reino de Aiutaia. O rei Chettha enviou suas tropas para Lanna em 1442, mas foi repelido e a rebelião foi reprimida. Tilokaraj conquistou o reino vizinho de Payao em 1456.
Ao sul, o reino emergente de Aiutaia também foi se tornando poderoso. As relações entre os dois reinos pioraram desde o apoio aiutaio à rebelião de Thau Choi. Em 1451, Yuttitthira, um nobre Sucotai, que tinha conflitos com Trailokanat de Aiutaia, pediu a Tilokaraj para invadir Phitsanulok, pois tinha direitos sobre ela, dando início à Guerra Aiutaia-Lanna ao longo do vale do Alto Chao Phraya (ou seja, o Reino de Sucotai). Em 1460, o governador de Chaliang rendeu-se a Tilokaraj. Trailokanat então utilizou uma nova estratégia e concentrou-se em guerras com Lanna por ocasião da mudança da capital para Phitsanulok. Lanna sofreu reveses e Tilokaraj posteriormente pediu a paz em 1475.
Tilokaraj foi também um patrono forte do budismo Teravada. Em 1477, o concílio budista da Recompilação Tipitaka foi realizado perto de Chiang Mai. Tilokaraj construiu e reformou também muitos templos importantes. Em 1480, Tilokaraj enviou tropas para ajudar o rei de Lan Xang a libertar seu reino da ocupação vietnamita. Tilokaraj depois expandiu seu reino para o oeste até os Estados Shan de Laikha, Hsipaw, Mong Nai, e Yawnghwe.

### Declínio
Depois de Tilokaraj, Lanna foi então submetido ao velho estilo principesco de lutas que impediram o reino de defender-se contra poderosos vizinhos em crescimento. Os shans então ficaram independentes do controle de Lanna a que Tilokaraj os havia submetido. O último governante forte foi Paya Kaew, que era bisneto de Tilokaraj. Em 1507, Kaew invadiu Aiutaia, mas foi repelido - apenas para ser invadido por sua vez em 1513 por Ramathibodi II e Lampang foi saqueada. Em 1523, ocorreu uma luta dinástica em Kengtung. Uma facção buscou apoio de Lanna, enquanto a outra foi auxiliada por Hsipaw. Kaew enviou então os exércitos de Lanna para recuperar o controle lá, mas foi derrotado pelos exércitos de Hsipaw. As perdas foram tão grandes que Lanna nunca mais recuperou Lanna a posição de reino dominante.
Em 1538, o rei Ketklao, filho de Kaew, foi deposto por seu próprio filho Thau Sai Kam. Porém, Ketklao foi restaurado no trono em 1543, mas sofreu uma doença mental e foi executado em 1545. A filha de Ketklao, Chiraprapa, então sucedeu seu pai como a rainha reinante]. Como Lanna foi saqueada pelas lutas dinásticas, os nobres de Aiutaia e os birmaneses viram nisso uma oportunidade para oprimir Lanna. Chairacha de Aiutaia invadiu Lanna em 1545, mas Chiraprapa negociou a paz. Chairacha retornou no ano seguinte, saqueando Lampang e Lamphun, e ameaçou Chaingmai. Então, Chiraprapa foi forçado a colocar seu reino sob a influência de Aiutaia como um Estado tributário.
Enfrentando as pressões dos invasores, Chiraprapa decidiu abdicar em 1546 e a nobreza entregou o trono a seu cunhado, o príncipe Chaiyasettha de Lan Xang. Chaiyasettha mudou-se para Lanna e Lanna, portanto, foi governado por um rei do Laos. Em 1547, o príncipe Chaiyasettha voltou para Lan Xang para reclamar o trono e foi coroado como Setthathirath. Setthathirath também trouxe o Buda de Esmeralda de Chiangmai para Luang Prabang (aquele que viria a ser levado para Bangkok por Buddha Yodfa Chulaloke).
Os nobres, em seguida, escolheram Meguti, o saopha de etnia shan de Mong Nai, cuja família tinha ligações com Mangrai, para ser o novo rei de Lanna. Foi dito que, como um rei shan, Mekuti violou várias normas e crenças de Lanna.

### Domínio birmanês
O reino então se tornou uma vítima da política expansionista do rei birmanês Bayinnaung. As forças de Bayinnaung invadiram o norte de Lanna, e Mekuti se rendeu em 2 de abril de 1558. Incentivado por Setthathirath, Mekuti se revoltou durante a Guerra birmano-siamesa. Mas o rei foi capturado por forças da Birmânia em novembro de 1564, e enviado à então capital birmanesa de Pegu. Bayinnaung em seguida, fez de Visuttidevi, uma nobre de Lanna, a rainha reinante de Lanna. Após sua morte, Bayinnaung nomeou um de seus filhos Nawrahta Minsaw (Noratra Minsosi), vice-rei da Lanna, em janeiro de 1579. A Birmânia permitiu um grau substancial de autonomia para Lanna, mas estritamente controlou a corveia e a arrecadação de impostos.
Depois de Bayinnaung, seu império rapidamente perdeu influência. O Sião se revoltou com sucesso (1584-1593), após o que todos os Estados vassalos de Pegu seguiram seu próprio caminho em 1596-1597. Nawrahta Minsaw de Lanna declarou também a independência em 1596. Em 1602, Nawrahta Minsaw tornou-se um vassalo do rei Naresuan do Sião. Porém, o controle de Sião foi de curta duração. A suserania real efetivamente terminou com a morte de Naresuan em 1605. Em 1614, o controle do Sião sobre Lanna era no máximo nominal. Quando os birmaneses retornaram, o governante de Lanna, Thado Kyaw (Phra Choi) pediu e recebeu ajuda de Lan Xang, e não do seu senhoril nominal, o Sião, que não enviou qualquer ajuda. Após 1614, os reis vassalos de ascendência birmanesa governaram Lanna por mais de cem anos. O Sião tentou assumir o controle sobre Lanna em 1662-1664, mas não conseguiu.
Na década de 1720, a dinastia Taungû estava em seus últimos dias de existência. Em 1727, Chiang Mai se revoltou por causa da alta tributação. As forças de resistência rechaçaram o exército birmanês em 1727-1728 e 1731-1732, após o que, Chiang Mai e o vale do rio Ping tornaram-se independentes. Chiang Mai se tornou em 1757 novamente um vassalo da nova dinastia birmanesa. Ela se revoltou novamente em 1761 com o encorajamento dos siameses, mas a rebelião foi suprimida em janeiro de 1763. Em 1765, os birmaneses utilizaram Lanna como uma rampa de lançamento para invadir os Estados do Laos, e o próprio Sião.

### Fim do domínio birmanês
No início da década de 1770, a Birmânia estava no auge de seu poder militar sob o governo de Bayinnaung, tendo derrotado Sião (1765-1767) e China (1765-1769). Os comandantes do exército birmanês e governadores tornaram-se "embriagado com a vitória". Este comportamento arrogante e repressivo por parte do governo birmanês local provocou uma rebelião em Lanna. O novo governador birmanês em Chiang Mai, Thado Mindin, foi desrespeitoso com os chefes locais e a população, e tornou-se extremamente impopular. Um dos chefes locais, Kawila de Lampang se revoltou com a ajuda dos siameses, e capturou a cidade em 15 de janeiro de 1775, encerrando com os duzentos anos de domínio birmanês. Kawila foi nomeado rei de Lampang e Phraya Chaban como o rei de Chiangmai, sendo os dois reinos vassalos do Sião.
A Birmânia tentou retomar Lanna em 1775-1776, 1785-1786, 1797, mas não obteve sucesso em todas as tentativas. Na década de 1790, Kawila consolidou seu domínio sobre Lanna, assumindo Chiang Saen e Luang Prabang (1792-1794). Em seguida, tentou tomar os Estados shan de Kengtung e Sipsongpanna da Birmânia (1803-1808), mas não conseguiu. Porém, o Reino de Chiangmai, tornou-se um estado vassalo do Sião.

## Escritos históricos sobre Lanna
- As crônicas de Chiang Mai - Provavelmente tiveram início no final do século XV e ampliadas com cópias de manuscritos de folhas de palmeira. A versão atual é de 1828, tradução em inglês disponível como ISBN 974-7100-62-2.
- Jinakālamāli - composta por Ratanapañña (ca. século XVI) um relato do surgimento do budismo na Tailândia e detalhes sobre muitos acontecimentos históricos.